# Хамзин, Кирам
Кирам Хамзинович Хамзин (1889, Татарский Елтан, Чистопольский район — февраль 1923, Казань) - советский партийный и государственный деятель. Участник Гражданской войны. Нарком просвещения Крымской АССР.

## Биография
Родился 1889 году в крестьянской семье в деревне Татарский Елтан Чистопольского уезда Казанской губернии в бедной многодетной семье. От бедности уезжал на заработки в Сибирь. Ничего не заработав, вернулся домой. В 1914 году, в Первую мировую войну, был призван в Русскую императорскую армию, унтер-офицер. Служил во Владивостоке.
В 1917 году он вернулся в деревню, был выбран  председателем сельского совета. В том же году был избран председателем Чистопольского мусульманского комиссариата. Член РСДРП(б) с 1918 года. В январе 1918 года делегатом 3-го Всероссийского съезда Советов рабочих, солдатских и крестьянских депутатов. Во время восстания Чехословацкого корпуса в 1918 году был направлен в Казань в распоряжение контрразведки. В 1919 году в борьбе против Колчака его назначили командиром отряда Чистопольского уезда. 
С ноября 1921 по ноябрь 1922 года – нарком просвещения Крымской АССР. При назначении он сам указывал на свой недостаточный уровень образования, но был назначен из партийной целесообразности. Его деятельность на посту совпала с периодом голода в Крыму 1921-1923 годов и послевоенной разрухи. Система школ, особенно в сельской местности, была в коллапсе, при огромной недостаче учителей имеющиеся учителя и ученики вымирали. Имелась большая задолженность по оплате труда учителей в несколько месяцев. С большим трудом к концу 1922 года началось частичное финансирование школ.
Скончался в феврале 1923 года в Казани.

## Память
В честь Хамзина в Чистополе названа улица.